# آلن آرنل
آلن آرنل (انگلیسی: Alan Arnell; ۲۵ نوامبر ۱۹۳۳ – ۵ مهٔ ۲۰۱۳) بازیکن فوتبال اهل بریتانیا بود.
از باشگاه‌هایی که در آن بازی کرده‌است می‌توان به باشگاه فوتبال ترانمره راورز، باشگاه فوتبال وورتینگ، و باشگاه فوتبال لیورپول اشاره کرد.